# Grundtvig-Dolmen
Der Grundtvig-Dolmen (dänisch Grundtvigsdyssen – auch Borup Ris; Rejnstrup Langdysse 3 oder Gunderslevholmdyssen- bzw. Gunderslevholm Skov genannt) ist ein Urdolmen in einem Hünenbett, dessen Form von der Norm abweicht. Er liegt am Rejnstrupvej, im Kirchspiel (dän.: Sogn) Gunderslev, südlich des Bavelse Sø (See) im Wald von Gunderslevholm auf der dänischen Insel Seeland. Das Vorzeitdenkmal ist eine zwischen 3500 und 2800 v. Chr. entstandene Megalithanlage der Trichterbecherkultur (TBK).

## Beschreibung
Der Urdolmen liegt in einem etwa 55 m langen und sieben Meter breiten Hünenbett, dessen Randsteine weitgehend erhalten sind. Die schmalen Enden des Hünenbettes sind stark gerundet. In der Mitte stehen zwei Wächtersteine, die üblicherweise und auf alten Skizzen außen vor den Enden stehen. Das Hünenbett war mit einer Lage großer Steine bedeckt, von denen sich noch viele innerhalb der Einfassung finden. Die Kammer liegt axial (Parallellieger), aber außermittig. Zwei besonders lange und zwei sehr kurze Tragsteine bilden die lange, schmale Kammer, auf der ein großer, unregelmäßig runder, überstehender Deckstein liegt. Die Anlage wurde 2008 restauriert.

## Forschungsgeschichte
Im Jahre 1808 kamen der Literaturhistoriker Christian Molbech (1783–1857) und der Theologe Nikolai Frederik Severin Grundtvig (1783–1872) zu der Megalithanlage. Mit ihrer Hilfe gelang es bereits im folgenden Jahr, den Dolmen als eines der ersten vorgeschichtlichen Monumente in Dänemark unter Denkmalschutz zu stellen. Zu dieser Zeit erwachte das Interesse an der dänischen Vorgeschichte. Bereits 1807 hatte Kronprinz Friedrich auf Initiative von Rasmus Nyerup (1779–1829) eine Kommission für Altertümer berufen (Den Kongelige Commission til Oldsagers Opbevaring), um die archäologischen Spuren der dänischen Vergangenheit zu schützen.